# Josefina Deland
Josefina (Josephine) Deland, född 1 oktober 1814 i Stockholm, död 8 mars 1890 i Paris, var en svensk feminist, författare och lärare i franska som grundade Svenska lärarinnors pensionsförening, och var dess ordförande 1855–1859. 
Deland var barn till dansaren och skådespelaren Louis Deland och skådespelaren Maria Deland. Hennes far var franskspråkig, och hon själv var från 1840-talet fransklärare i Stockholm. Hon gav 1839 ut en bok om franska språket. 
Deland betraktas som en av dem som först väckte frågorna om kvinnorörelsen i Sverige. Hon väckte 1852 debatt om det faktum, att kvinnliga lärare under den här tiden ofta hamnade i fattighuset då de inte längre kunde arbeta. Svenska lärarinnors pensionsförening grundades i januari år 1855 huvudsakligen på hennes initiativ. Dess förebild anses vara Delandska kassan, som tidigare hade grundats av hennes familj.  
Deland blev förlöjligad i samtida media därför att hon insisterade på att reformen skulle organiseras enbart av kvinnor, och debatten ihågkoms länge med orden: "Inga herrar! Inga herrar!". I särskilt Carl Henrik Rydbergs tidning Kapten Puff karikerades vad som ansågs vara hennes aggressiva uppträdande. Hon beskrivs som "en yppigt formad dam, vars karlavulna fasoner skulle göra ett frånstötande intryck, om de ej i någon mån mildrades av hennes hårs guldglans och ögonens livliga spel"[källa behövs]. Josefina Deland karikerades i Rudolf Walls och August Säfströms komedi Mamsell Garibaldi eller Inga herrar, inga herrar!, som den 17 augusti 1859 hade premiär på Humlegårdsteatern.     
Svenska lärarinnors pensionsförening började sin verksamhet i februari 1855. Josefina Deland blev då dess första ordförande. Som ordförande beskrivs hon som despotisk.[källa behövs] Hon efterträddes som ordförande 1859 av Sofia Ahlbom. 
År 1859 flyttade Deland till Frankrike, där hon också dog.